# هند خوري
هند خوري هي دبلوماسية وسياسية فلسطينية، عُينت ضمن حكومة أحمد قريع الثالثة وزيرة دولة لشؤون القدس. وكانت سفيرة فلسطين لدى فرنسا بين مايو 2006 ومايو 2010.

## حياتها
وُلِدت خوري لعائلة مسيحية في بيت لحم جنوب الضفة الغربية، والتي كانت آنذاك لا تزال تحت الحكم الأردني. تلقت تعليمها في مدرسة يديرها الراهبات.
درست الاقتصاد في جامعة بيرزيت، ثم في الجامعة الأميركية في بيروت قبل اندلاع الحرب الأهلية اللبنانية. ثم عادت إلى بيت لحم.
بعد الانتفاضة الأولى، درست إدارة الأعمال في جامعة بوسطن.